# دهستان جاستون شهه
دهستان جاستون شهه نام دهستانی در بخش حتی شهرستان لالی، استان خوزستان در ایران است. براساس سرشماری مرکز آمار ایران در سال ۱۳۸۵، جمعیت آن ۳۲۷۲ نفر (۶۴۰ خانوار) بوده‌است.